# Luopioinens kyrkoby
Luopioinens kyrkoby (även: Luopiois kyrkoby, finska: Luopioisten kirkonkylä) är en tätort (finska: taajama) i Pälkäne kommun i landskapet Birkaland i Finland. Fram till 2006 var Luopioinens kyrkoby centralorten för kommunen med samma namn. Vid tätortsavgränsningen den 31 december 2021 hade Luopioinens kyrkoby 611 invånare och omfattade en landareal av 2,22 kvadratkilometer.